# Guerras Sírias

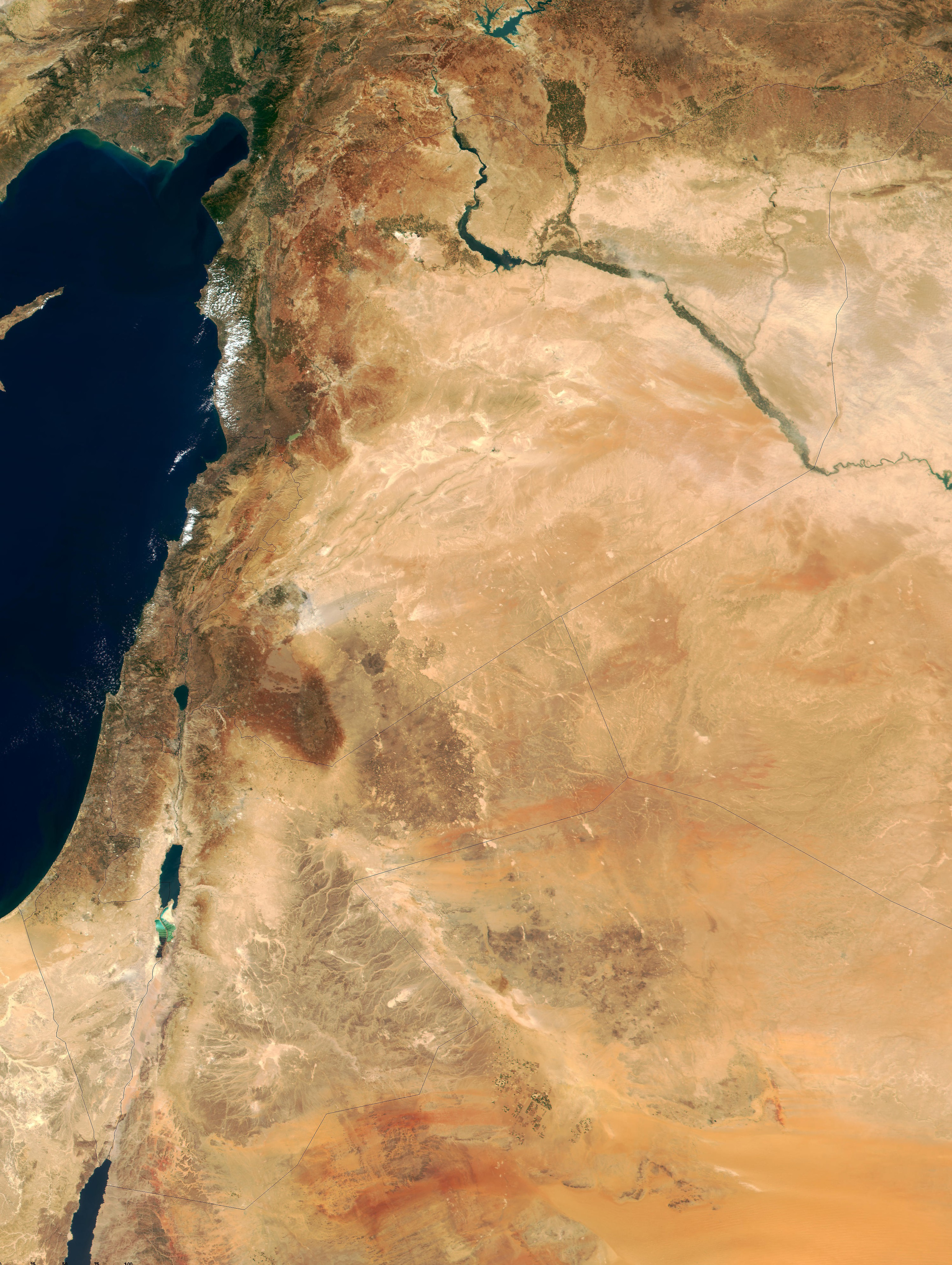
Celessíria, palco das violentas Guerras Sírias.

As Guerras Sírias foram uma série de seis conflitos armados entre os impérios selêucida e ptolemaico durante os séculos III e II a.C. sobre a região da Celessíria, uma das poucas saídas naturais do Egito. Estes conflitos minguaram a força de ambas as partes e conduziu à sua eventual destruição às mãos de Roma e da Pártia.

## Primeira Guerra Síria (274—271 a.C.)

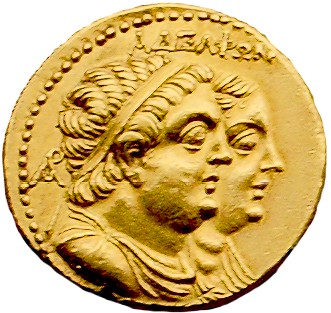
Moeda com a efígie de Ptolemeu II e Arsínoe

À década do seu reinado, e aproveitando uma sublevação em Selêucia Piéria, Ptolemeu II enfrentou-se ao rei selêucida Antíoco I Sóter, que estava visando a ampliar o seu império a base de conquistas na Síria e Ásia Menor. Ptolemeu demonstrou ser um governante enérgico e um qualificado general. Além disso, o seu recente casamento com a sua irmã Arsínoe estabilizara a instável corte egípcia (provavelmente porque eliminou os possíveis membros da família lágida que podiam reclamar o trono), o que permitiu a Ptolemeu efetuar com sucesso a campanha. Algumas interpretações da história chegam mesmo a afirmar que foi o cérebro e o talento de Arsínoe que ganhou a guerra.
A Primeira Guerra Síria foi uma grande vitória para os Ptolemeus. Nos choques iniciais, Antíoco derrotou os Gálatas e, aliado com Ariobarzanes do Ponto (que venceu as tropas ptolemaicas com ajuda dos volúveis gálatas), ocupou os territórios ptolemaicos na Síria costeira e o sul da Anatólia. Ptolemeu reconquistou estes territórios em 271 a.C. e, além disso, estendeu os domínios ptolemaicos à Cária e a maior parte da Cilícia. Com Ptolomeu contra, o seu meio irmão Magas declarou independente a província da Cirenaica, que o continuaria sendo até 250 a.C., quando foi reabsorvida no Reino Ptolemaico. Este conflito, ou ao menos a sua primeira fase, é também conhecida como a Guerra da Cária.

## Segunda Guerra Síria (260—253 a.C.)

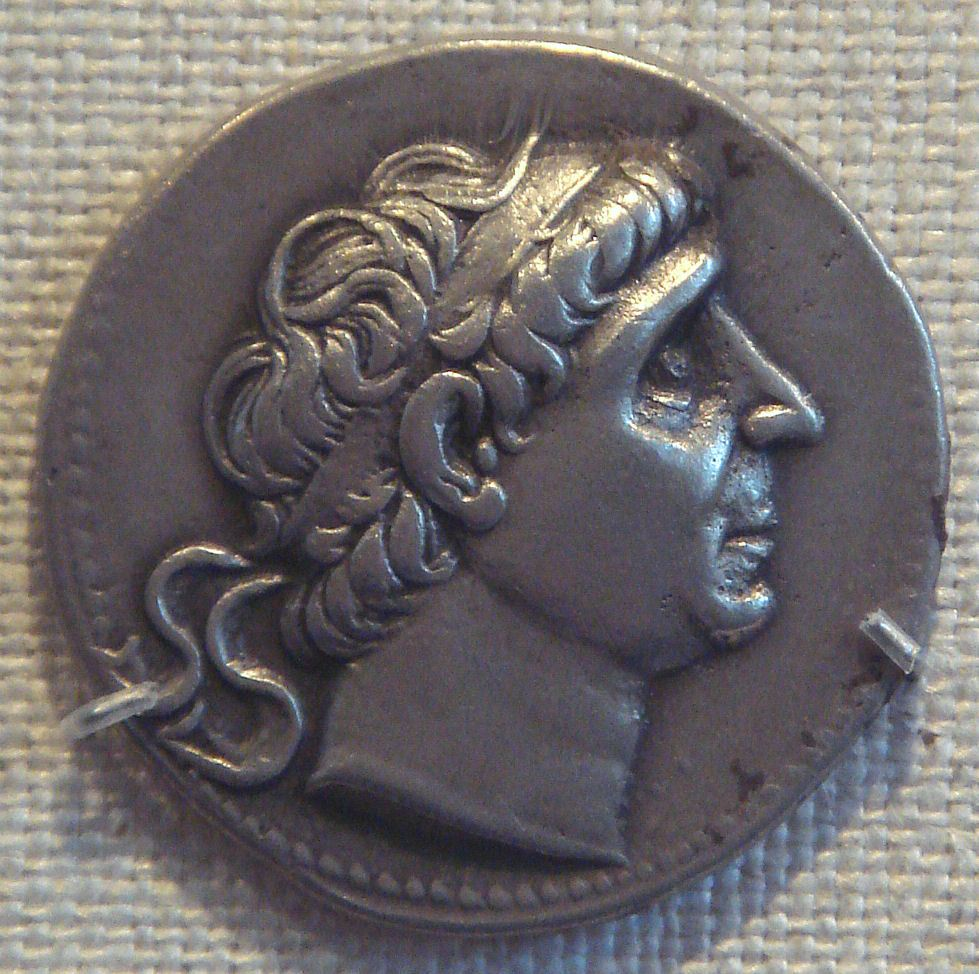
Antíoco II Theos

Antíoco II Theos sucedeu ao seu pai em 261 a.C., e estourou uma nova guerra pela posse da Celessíria. Antíoco chegou a um acordo com o rei antigónida na Macedônia, Antígono Gónatas, que também se interessara por expulsar Ptolemeu II do Mar Egeu. Com o apoio da Macedônia, Antíoco II lançou um ataque contra os encraves ptolemaicos na Ásia.
A maior parte da informação sobre a Segunda Guerra Síria perdeu-se. É evidente que Antígono derrotou a frota de Ptolemeu na Batalha de Cos em 256 a.C., fazendo diminuir o poderio naval ptolemaico. Parece que Ptolemeu perdera terreno na Cilícia, Panfília e Jônia, enquanto Antíoco recuperou Mileto e Éfeso. A participação macedônia na guerra cessou quando Antígono teve de fazer face à rebelião de Corinto e Calcis em 253 a.C., possivelmente instigada por Ptolemeu, bem como um aumento da atividade inimiga ao longo da fronteira norte da Macedônia.
A guerra concluiu por volta de 253 a.C., com o casamento de Antíoco com a filha de Ptolemeu, Berenice Sira. Antíoco repudiou a sua anterior esposa, Laódice, e entregou uma substancial porção dos seus domínios como dote. Morreu em Éfeso em 246 a.C., envenenado por Laódice segundo algumas fontes. Ptolemeu II faleceu no mesmo ano.

## Terceira Guerra Síria (246—241 a.C.)

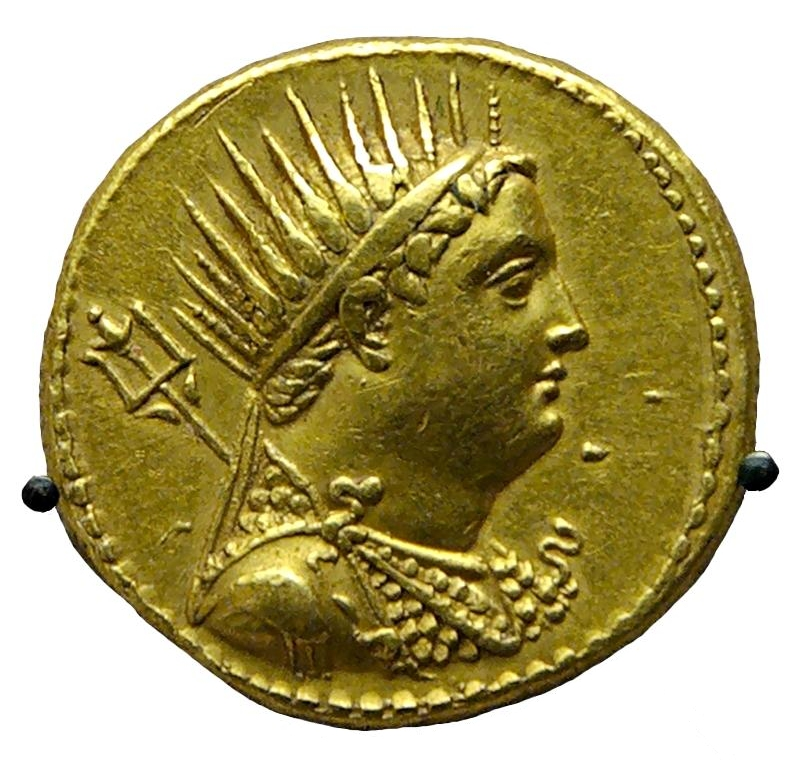
Moeda de ouro deificando Ptolemeu III. Esta série de moedas foram emitidas por Ptolemeu IV em honra do seu pai

Também conhecida como a Guerra de Laódice, a Terceira Guerra Síria começou com uma das muitas crísis de sucessão que plagaram os estados helenísticos. Antíoco II deixou duas mães com grandes ambições, pois após a sua morte abriu-se uma competição entre a sua repudiada esposa Laódice e Berenice Sira, a filha de Ptolemeu II, visando pôr os seus respectivos filhos no trono. Laódice alegava que Antíoco nomeara herdeiro o seu filho no seu leito de morte, enquanto Berenice sustinha que o seu filho recém nascido era o herdeiro legítimo. Berenice pediu ajuda ao seu irmão Ptolemeu III, o novo rei ptolemaico, para que marchasse para Antioquia e colocasse o seu filho no trono. Quando Ptolemeu chegou, Berenice e o seu filho foram assassinados por partidários de Laódice.
Ptolemeu então declarou a guerra ao recém coroado filho de Laódice, Seleuco II, e mobilizou-se com grande sucesso. Ganhou importantes vitórias sobre Seleuco na Síria e Anatólia, ocupou brevemente Antioquia e, segundo uma recente descoberta de amostras cuneiformes, atingiu mesmo a Babilônia. Estas vitórias embaciaram-se pela perda das Cíclades às mãos de Antígono Gónatas após a Batalha de Andros. Para então, Seleuco tinha outras dificuldades. A sua dominante mãe pediu a corregência para o seu irmão menor, Antíoco Hierax, bem como o domínio dos territórios selêucidas na Anatólia. Antíoco depressa declarou a sua independência, socavando os esforços de Seleuco por se defender de Ptolemeu.
Em troca de uma paz em 241 a.C., foram-lhe outorgados a Ptolemeu novos territórios na costa norte da Síria, incluída Selêucia Piéria, no porto de Antioquia. O Reino Ptolemaico atingia o apogeu do seu poder.

## Quarta Guerra Síria (219—217 a.C.)

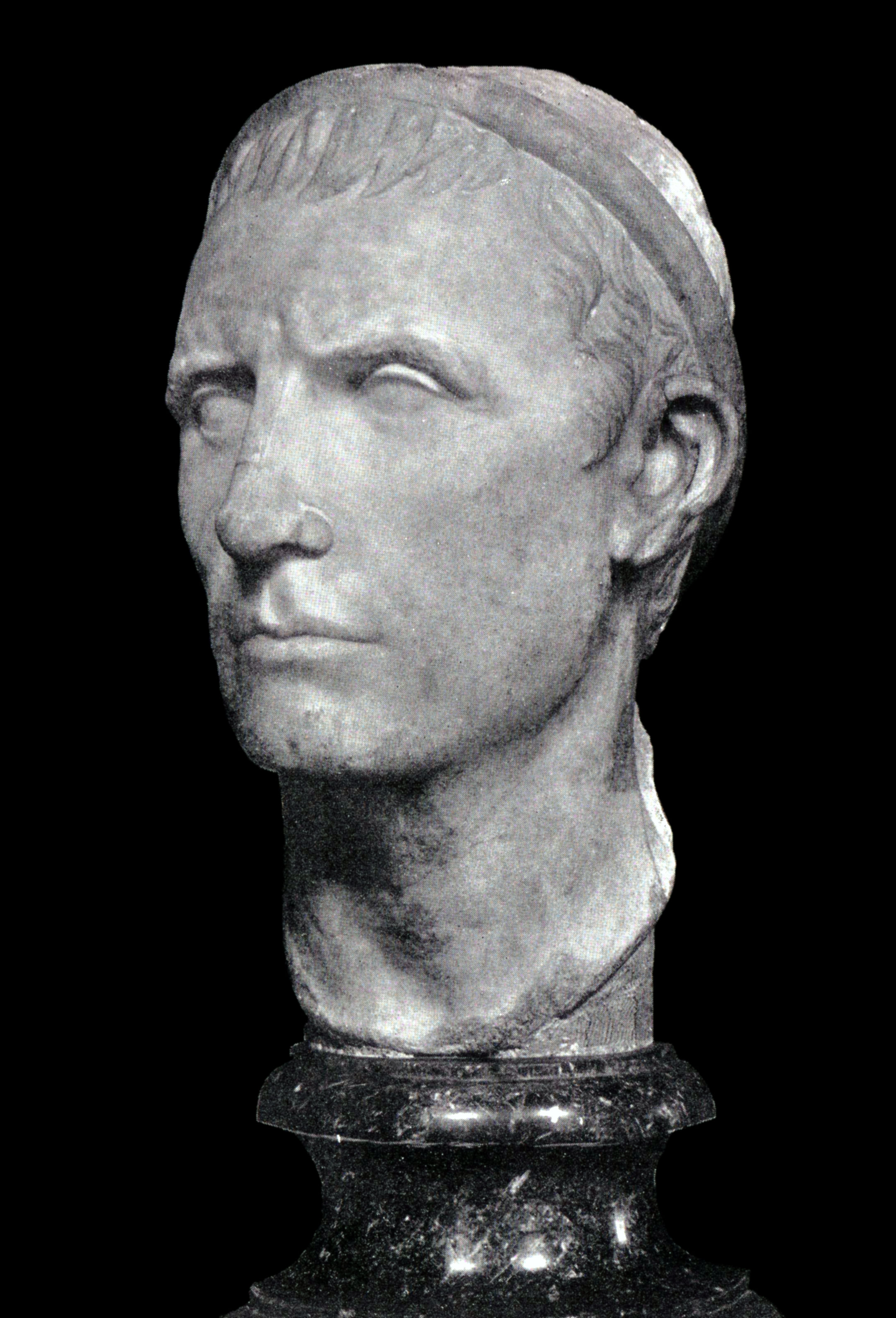
Busto de Antíoco III (Museu do Louvre).

Ao tomar o trono selêucida em 223 a.C., Antíoco III (241—187 a.C.) encomendou-se a tarefa de restaurar as perdas das posses de Seleuco I Nicátor, que se estendiam do Reino Grecobatriano e Índia a leste , o Helesponto a norte, e a Síria a sul. Em 221 a.C. tinha restabelecido o controle selêucida sobre as províncias orientais e tomado de novo a Ásia Menor ao seu tio rebelde Aqueu. O rei ambicionou então a Síria e o Egito.
Egito ficara enfraquecido consideravelmente devido às intrigas palacianas e o mal-estar público. O império do recém coroado Ptolemeu IV (o seu reinado durou de 221 a 204 a.C.) começou com o assassinato da rainha mãe, Berenice II. O jovem rei depressa caiu sob a absoluta influência de cortesãos imperiais. Os seus ministros utilizaram o seu poder absoluto no seu próprio interesse, o que desgostou o seu povo.
Antíoco visou a tirar proveito dessa caótica situação. Após uma fracassada invasão em 221 a.C., finalmente começou a Quarta Guerra Síria em 219. Reconquistou Selêucia Piéria, bem como as cidades de Israel, entre elas Tiro. Em lugar de invadir o Egito com celeridade, Antíoco aguardou em Israel durante mais de um ano, consolidou os seus novos territórios e escutou as propostas diplomáticas do Reino Ptolemaico.
Enquanto isso, o ministro de Ptolemeu, Sosíbio, começou o recrutamento e a formação de um exército. O critério de contratação não somente recrutava os gregos da população local, como costumavam fazer os exércitos helenísticos em geral, senão também alistou nativos egípcios, chegando a enrolar até trinta mil nativos nas suas tropas como falangitas (os conhecidos como machimoi-epilektoi). Esta nova seleção deu os seus frutos, mas finalmente teve consequências para a estabilidade ptolemaica. No verão de 217 a.C., Ptolemeu derrotou Antíoco na Batalha de Ráfia, a maior batalha desde a Batalha de Ipso.
A vitória de Ptolemeu fez-lhe conservar o seu controle sobre a Celessíria, mas o rei recusou continuar avançando sobre o império de Antíoco, até mesmo voltar a tomar Selêucia Piéria. O Reino Ptolemaico continuaria enfraquecendo durante os seguintes anos, nos quais sofreu problemas econômicos e revoltas. Os nativos egípcios que lutaram em Ráfia, confiados e bem formados, romperam com Ptolemeu no que se conhece como a Revolta egípcia, na qual estabeleceram o seu próprio reino no Alto Egito e que os Ptolemeus reconquistariam finalmente por volta de 185 a.C..

## Quinta Guerra Síria (202—195 a.C.)

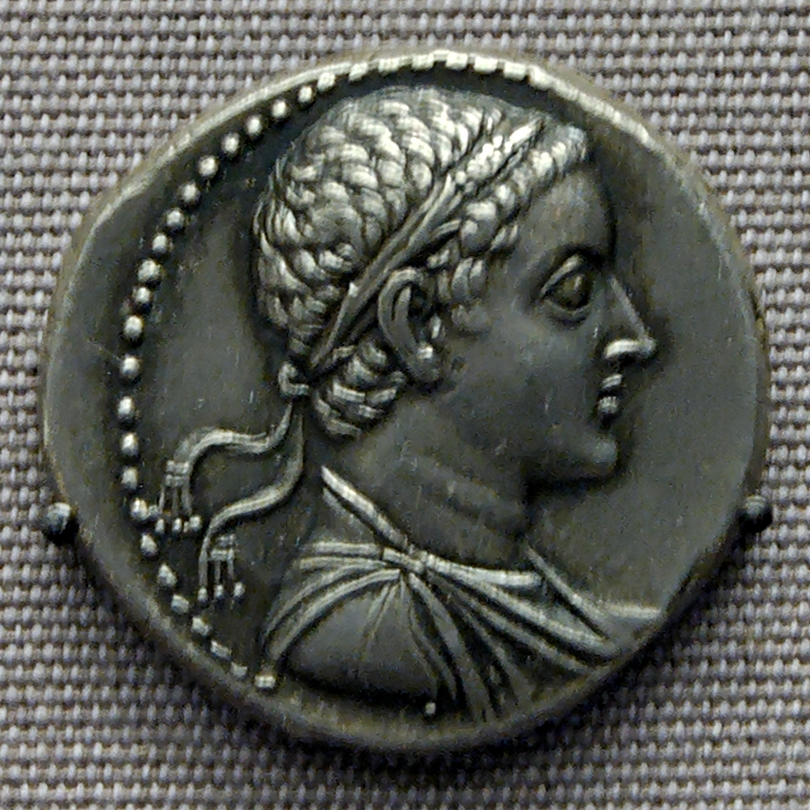
Tetradracma emitido por Ptolemeu V Epifânio

A morte de Ptolemeu IV em 204 a.C. foi seguida por um sangrento conflito pela regência, sendo Ptolemeu V que era apenas uma criança. O conflito começou com o assassinato da esposa e irmã do rei morto, Arsínoe, pelos ministros Agatocles e Sosíbio. O destino de Sosíbio era claro, mas parece que Agatocles efetuou a regência durante algum tempo até ser linchado por uma volátil turba em Alexandria. A regência passou de um assessor a outro, e o reino ficou num estado próximo da anarquia.
Visando a aproveitar as vantagens desta agitação, Antíoco III preparou uma segunda invasão da Celessíria. Chegou a um acordo com Filipe V da Macedônia para conquistar e compartir os territórios dos Ptolemeus de ultramar, apesar do qual, a aliança não duraria muito. Antíoco arrasou depressa a região. Após um breve declínio em Gaza, deu um esmagador golpe aos Ptolemeus perto da cabeça do rio Jordão, obtendo o importante porto de Sídon.
Em 200 a.C., emissários romanos chegaram a Filipo e Antíoco exigindo que se abstivessem de invadir o Egito. Os romanos assim não sofreriam alteração alguma na importação de grãos do Egito, chave para a manutenção da população da Itália. Como os monarcas não tinham planejado invadir o Egito, cumpriram voluntariamente as demandas de Roma. Em 198 a.C., e graças à sua vitória em Banias, Antíoco completou a submissão da Celessíria e lançou uma incursão sobre o restante de fortalezas de Ptolemeu na costa da Cária e da Cilícia.
Problemas internos levaram Ptolemeu a procurar uma rápida e desfavorável paz. O movimento nacionalista, que começara antes da guerra com a Revolta egípcia e se ampliara com o apoio dos sacerdotes egípcios, criou agitação e sedição em todo o reino. Os problemas econômicos levaram o governo ptolemaico a aumentar os impostos, o que pela sua vez alimentou ainda mais o fogo nacionalista. Com o fim de se focar na frente interna, Ptolemeu assinou um tratado de conciliação com Antíoco em 195 a.C., cedendo ao rei selêucida a posse da Celessíria e acordando o casamento de Ptolemeu com a filha de Antíoco, Cleópatra.

## Sexta Guerra Síria (170—168 a.C.)

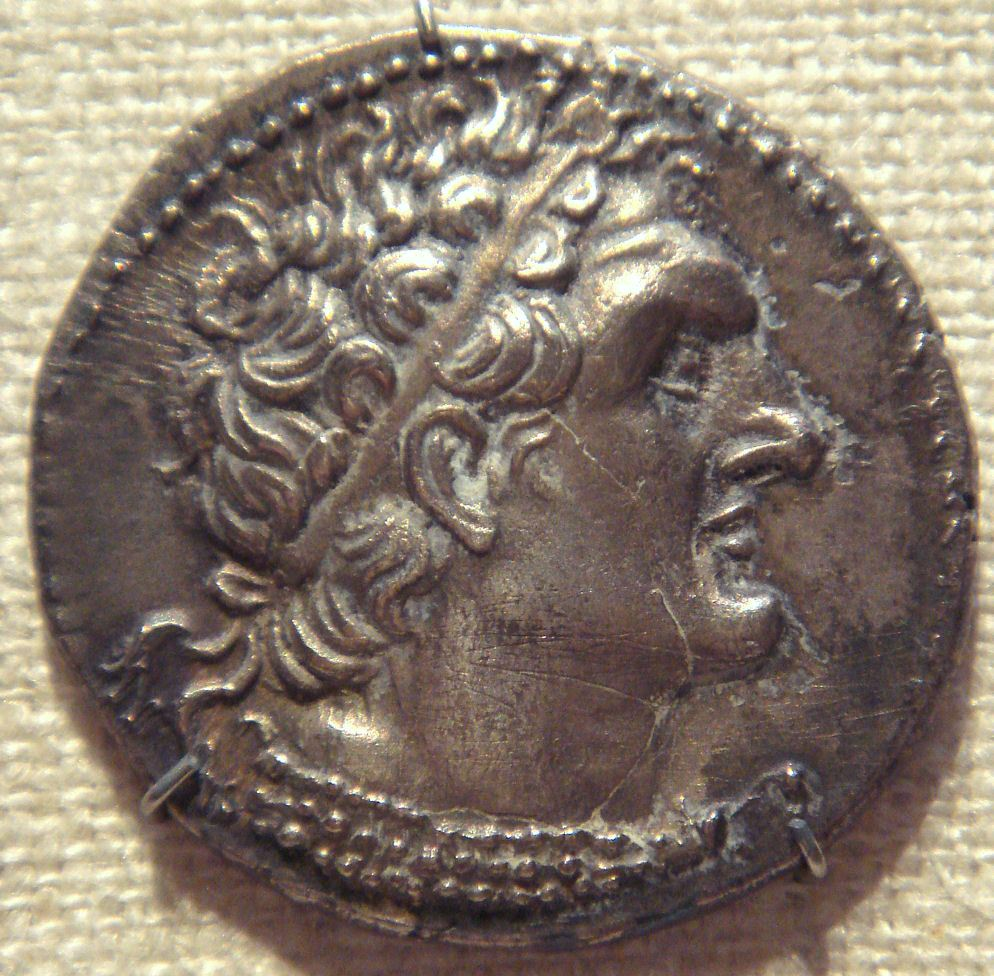
Ptolemeu VI Filómetor

As causas deste último conflito são obscuras. Em 170 a.C., Eulao e Leneu, os dois regentes do jovem rei ptolemaico Ptolemeu VI, declararam a guerra ao rei selêucida Antíoco IV Epifânio. Nesse mesmo ano, os irmãos maiores de Ptolemeu, Ptolemeu VIII e Cleópatra II, foram declarados co-governantes com o fim de reforçar a unidade do Egito. As operações militares não se iniciaram até 169 a.C., quando Antíoco ganhou depressa a iniciativa aproveitando a importante cidade estratégica de Pelúsio, em território tradicionalmente egípcio.
Quando os egípcios se deram conta da sua pouca prudência ao iniciar a guerra, Eulao e Leneu foram derrocados e substituídos por dois novos regentes, Comano e Cineias, e foram enviados emissários a negociar um tratado de paz com Antíoco. Antíoco tomou Ptolemeu VI (que era o seu sobrinho) sob a sua tutora, dando-lhe um controle efetivo do Egito. Contudo, o povo de Alexandria respondeu proclamando Ptolemeu VIII como único rei. Em resposta a este atrevimento, Antíoco assediou Alexandria, mas foi incapaz de cortar as comunicações da cidade, complicado pela revolta na Judeia em finais de 169, pelo qual retirou o seu exército.
Em ausência de Antíoco, Ptolemeu VI e o seu irmão reconciliaram-se. Antíoco, encolerizado pela perda do controle sobre o rei, invadiu de novo o país. Os egípcios pediram ajuda a Roma e o Senado mandou Caio Popílio Lenas para Alexandria. Enquanto isso, Antíoco tomara Chipre e Mênfis, e iniciou de novo a marcha para Alexandria. Em Elêusis, nas cercanias da capital, Antíoco reuniu-se com Popílio Lenas, de quem tinha sido amigo durante a sua estadia em Roma. Mas Popílio deu ao rei um ultimátum em nome do Senado: devia evacuar o Egito e Chipre de imediato.
Antíoco pediu tempo para estudar a ordem de retirada; Popílio pegou uma cana de açúcar, traçou um círculo em redor do selêucida na areia e ordenou-lhe não sair de ele até tomar uma decisão. Antíoco optou por obedecer. O "Dia de Elêusis" pôs fim à Sexta Guerra Síria e às esperanças de Antíoco de conquistar território egípcio.